# Pop 2
Pop 2 è il quarto mixtape della cantautrice britannica Charli XCX, pubblicato il 15 dicembre 2017 dall'etichetta discografica Asylum Records.

## Antefatti e descrizione
La produzione del disco, che è stata gestita principalmente da A. G. Cook e XCX, è iniziata solo un paio di mesi prima della sua pubblicazione. Si tratta del secondo mixtape di XCX del 2017, dopo Number 1 Angel, pubblicato il precedente 10 marzo.
Pop 2 è un disco prettamente di musica sperimentale che amalgama il pop alla dance. Per via del suo impatto artistico, viene considerato un disco hyperpop essenziale per la comprensione del genere.

## Tracce
1. Backseat (feat. Carly Rae Jepsen) – 3:58 (Charlotte Aitchison, A. G. Cook, Finn Keane, Carly Rae Jepsen)
2. Out of My Head (feat. Alma & Tove Lo) – 3:55 (Charlotte Aitchison, Sophie Xeon, A.G. Cook, Ebba Tove Elsa Nisson, Alma Miettinen)
3. Lucky – 3:35 (Nömak, Charlotte Aitchison, A. G. Cook)
4. Tears (feat. Caroline Polachek) – 4:13 (Charlotte Aitchison, Caroline Polachek, A. G. Cook)
5. I Got It (feat. Brooke Candy, Cupcakke & Pabllo Vittar) – 3:51 (Charlotte Aitchison, Elizabeth Eden Harris, Jesse St. John Geller, Phabullo Rodrigues da Silva)
6. Femmebot (feat. Dorian Electra & Mykki Blanco) – 3:38 (Charlotte Aitchison A.G. Cook, David Gamson, Finn Keane, Fransisca Hall, Michael David Quattlebaum Jr.)
7. Delicious (feat. Tommy Cash) – 4:32 (Charlotte Aitchison, A.G. Cook, Thomas Tammemets)
8. Unlock It (feat. Kim Petras & Jay Park) – 3:52 (Charlotte Aitchison, A.G. Cook, Kim Petras, Jay Park)
9. Porsche (feat. MØ) – 3:26 (Charlotte Aitchison, A.G. Cook, King Henry, Cassia O'Reilly, Karen Marie Ørsted)
10. Track 10 – 5:26 (Charlotte Aitchison, A.G. Cook, Mikkel Eriksen, Tor Hermansen, Jonnali Parmenius, Alexandra Jatčenko)